# Kurotschkina
Kurotschkina (russisch Курочкина) ist ein russischer weiblicher Familienname, abgeleitet von Kurotschkin.
Namensträgerinnen sind unter anderem:
- Anastassija Sergejewna Kurotschkina (* 2000), russische Snowboarderin
- Jekaterina Sergejewna Kurotschkina (* 1986), russische Fußballschiedsrichterin
- Julija Alexandrowna Kurotschkina (* 1974), russische Miss World 1992
- Olessja Anatoljewna Kurotschkina (* 1983), russische Fußballspielerin

Siehe auch:
- Kurotschkin, männliche Form des Namens